# Sulcobruchus biloboscutus
Sulcobruchus biloboscutus is een keversoort uit de familie bladkevers (Chrysomelidae). De wetenschappelijke naam van de soort werd in 1947 gepubliceerd door Maurice Pic.